# Goupia glabra
Espèce
Statut de conservation UICN

 LC  : Préoccupation mineure
Synonymes
- Goupia paraensis Huber
- Goupia tomentosa Aubl.[2]

Le goupi, Goupia glabra, est une espèce de plantes à fleurs de la famille des Goupiaceae. C'est un arbre tropical présent dans le nord de l'Amérique du Sud. C'est l'espèce type du genre Goupia.

## Noms vernaculaires
En Guyane, on l'appelle Goupi, Coupi, Bois-caca (Créole), Pasisi (Wayampi), Pasis (Palikur), Kopi (langues Businenge), Cupiuba (Portugais)
et   (Aluku).
Au Venezuela, on le nomme Congrio, Congrio blanco, Guarima-yek, Palo pilón, Pilón, Rayado (Espagnol), Carie, Fasadi, Fasari, Jasadi (Yekwana), Shitimi-aji (Yanomami).
On l'appelle encore Saino, Sapino en Colombie, Kopi au Suriname, Kabukalli au Guyana.
Son nom commercial international est Cupiuba.

## Description
Goupia glabra est un arbre pouvant atteindre 6 à 30(40) m de haut pour 120 cm de diamètre.
Son tronc est cylindrique, avec des contreforts bas à raides, épais et remontants.
L'écorce externe est rugueuse, légèrement fissurée, de couleur brun grisâtre pâle.
L'écorce interne dure, épaisse de 3 à 6 mm, panachée de stries orange et blanches.
On observe un indument dense ou clairsemé, de trichomes courts ou très longs (jusqu'à 2,5 mm), sur les tiges, les pétioles, le limbe des feuilles et les inflorescences, et particulièrement sur les jeunes feuilles et les jeunes tiges.
Les feuilles ont des pétioles longs de 5 à 10 mm.
Le limbe est cartacé à subcoriace, de forme ovale à lancéolée, elliptique ou obovale, à base arrondie, obtuse ou atténuée, quelque peu oblique, l'apex généralement long acuminé, et mesurant 7,7-16 x 3-6,9 mm.
On compte 3-6 paires de nervures secondaires.
Les stipules sont lancéolés, caduques, longs de 6-10 mm.
Les inflorescences sont des ombelles irrégulières.
Les fleurs comportent un calice à lobes deltoïdes. Les pétales mesurent environ 4,2 × 1 mm, sont lancéolés, de couleur jaune-orangé avec du rouge à la base, les bords révolutés, avec un appendice apical long de 1,7-2,5 mm.
Les étamines ont des anthères courtement villeuses.
L'ovaire est peu pubescent, déprimé globuleux, avec le style glabre.
Les fruits subglobuleux, mesurent environ 0,6 mm de diamètre, et sont de couleur violette à noire à maturité,.

## Répartition
Goupia glabra est présent du Panama au Brésil en passant par la Colombie, le Venezuela, le Guyana, le Suriname, la Guyane, et le Pérou.

## Écologie
Goupia glabra est un arbre dominant dans les forêts secondaires sur sols bien drainés ; il se trouve aussi en forêt primaire sur les mêmes sols.
C'est une essence pionnière de pleine lumière à croissance rapide
qui atteint une très grande taille en forêt ancienne.
On le trouve dans les forêts sempervirentes de plaine, les forêts secondaires, et en bordure de savanes, autour de 50–600 m d'altitude.
En Guyane, Goupia glabra fleurit en mai-juin et fructifie en août-septembre-octobre. Il est commun, dans les forêts secondaires et les forêts primaires de terre ferme. Il est souvent associé aux chablis.
Les graines de Goupia glabra sont disséminées par les oiseaux (ornithochorie).
Goupia glabra a fait l'objet de nombreuses études concernant des aspects très divers : les propriétés physiques et mécaniques du bois
,, la physiologie de sa transpiration foliaire, sa place dans le cycle sylvigénétique selon la saison, son charbon, son modèle de croissance, etc...
Une étude a recensé toute l'entomofaune associée à un individu de Goupia glabra de la Réserve Ducke (Manaus, Brésil) : on a ainsi recensé 95 espèces des fourmis.

## Utilisation

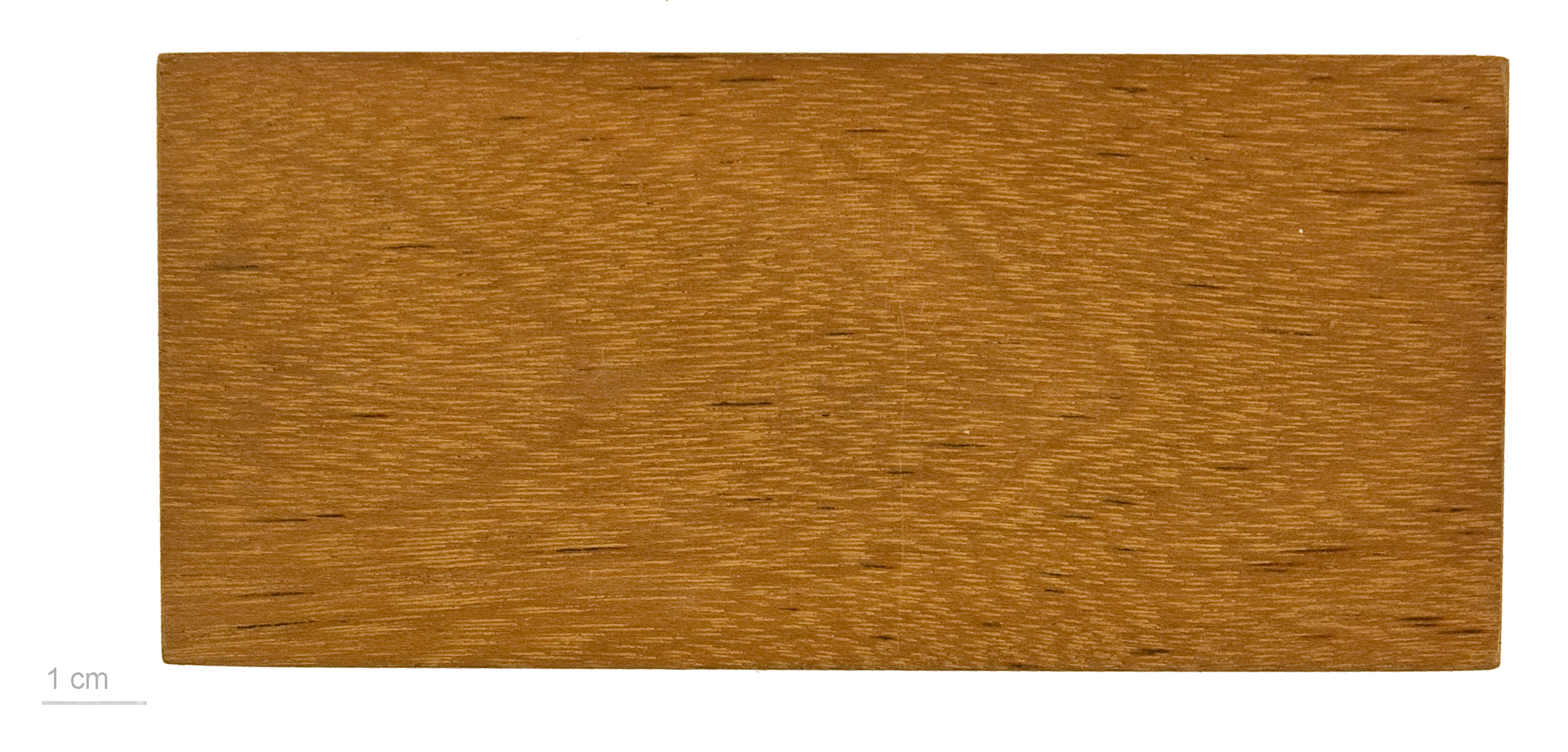
bois de Goupia glabra

Le bois de Goupia glabra est recherché pour ses qualités technologiques comme bois d'œuvre résistant naturellement aux termites, notamment pour la charpente, le parquet, la menuiseries et les meubles, mais est parfois évité en raison de son odeur désagréable.
La décoction de l'écorce de Goupia glabra est employée en bain de bouche, comme analgésique dentaire en Guyane, les Créoles, et les Kali'na,, ainsi qu'en Amazonie péruvienne .
Cette même décoction et utilisée en bain pour traiter les dysménorrhées faisant suite à l'accouchement chez les Palikur de Guyane, et pour traiter l'eczéma et la varicelle chez les Amérindiens du nord-ouest du Guyana.
Le jus des feuilles est utilisé pour soigner les yeux qu'il s'agisse d'inflammations en Guyane au XVIIIe siècle, ou les cataractes chez les Andoke d'Amazonie colombienne.
On signale aussi l'usage cosmétique des feuilles pour teindre les cheveux.
Le bois de Goupia glabra (et celui de Cede, Cedrela odorata) sert à fabriquer les aghipa ou langa don (tambours très longs et étroits), dont les Aluku se servent pour appeler les divinités Papa gadu, lors des danses de possessions.
Au Venezuela, les amérindiens Piaroa utilisent le tronc de Goupia glabra pour fabriquer des pirogues.
On a extrait de Goupia glabra deux tropolones originales qui ont présenté une forte génotoxicité, ce qui présente un intérêt potentiel comme médicaments anticancéreux.

## Chimie
La chimie de l'écorce de Goupia glabra a été analysée

## Protologue

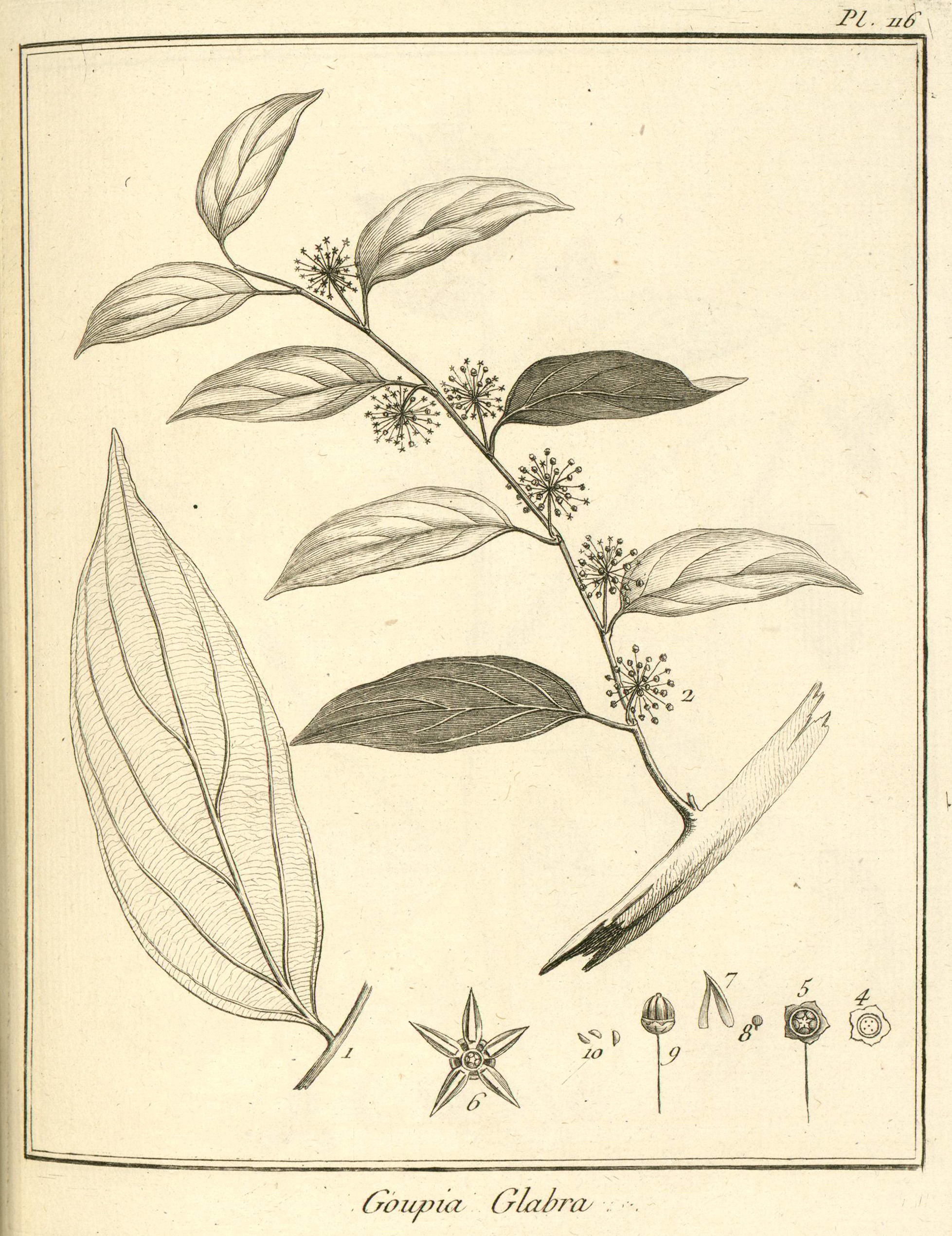
Goupia glabra : Planche 116 accompagnant la description du genre Goupia par Aublet (1775)
Planche 116. - 1. Feuille de grandeur naturelle. - 2. Bouquet de fleur. - 4. Calice. Diſque. - 5. Calice. Diſque. Ovaire. Étamines. - 6. Corolle ouverte. - 7. Pétale ſéparé. - 8. Étamine. - 9. Baie. - 10. Semences.

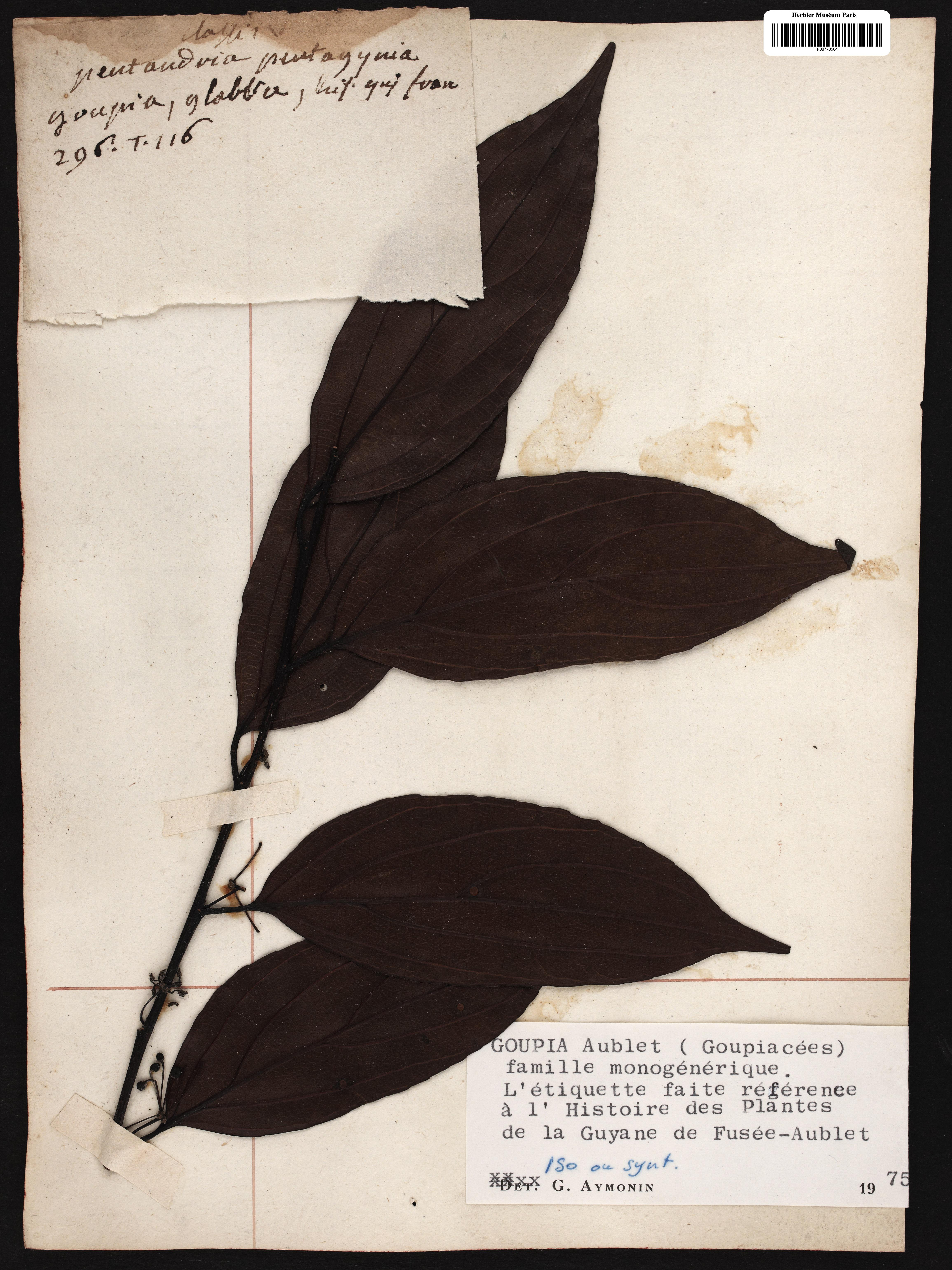
échantillon type de Goupia glabra, collecté par Fusée-Aublet en Guyane

En 1775, le botaniste Aublet propose le protologue suivant : 
« GOUPIA (glabra). (Tabula 116.) 

Arbor excelſa, ad ſummitatem ramoſa & diffuſa. Folia alternæ petiolata, glabra, integerrima, ovato-lanceolata, acuta. Stipule miiiuts, acutæ. FLORE sexigui, lutei, corymboſi ; corymbis pedunculatis, axillaribus. Fructus ; baccæ nigræ, quinqueſtriatæ. 
Florebat Novembri. 
Habitat in ſylvis Guianæ. 

Nomen Caribæum GOUPI. »

« LE GOUPI glabre. (Planche 116.)
Le tronc de cet arbre s'élève a ſoixante pieds & plus, fut deux ou trois pieds de diamètre. Son écorce eſt Me, griſâtre. Son bois eſt blanc & peu compacte. Il pouſſe a l'on ſommet pluſieurs branches chargées de rameaux grêles, qui s'inclinent vers la terre. Ceux-ci ſont garnis de feuilles alternes, vertes, liſſes, luiſantes, fermés, entières, ovales, terminées par une longue pointe. La nervure, qui les traverſe dans toute leur longueur, ne les partage pas en deux portions égales, il, en a une plus large que l'autre. Leur .pédicule eſt court, grêle, cylindrique, accompagne à ſa naiſſance de deux petites stipules étroites qui tombent de bonne heure. Il naît de chaque aiſſelle des feuilles de petits bouquets de fleurs ramaſſées en forme de tête ſphérique. Le pédoncule commun eſt long de deux pouces: celui de chaque fleur eſt un peu plus long & plus grêle. lorſqu'elles ſont épanouies elles ſont écartées les unes des autres. 
Le calice eſt verdâtre, d'une ſeule pièce, à cinq dents. 
La corolle eſt à cinq pétales jaunes, longs, étroits, fermés, termines en pointe, d'où naît un feuillet de même figure que les pétales qui ſe couchent ſur toute leur face ſupérieure. Ces pétales ſont attachés par un onglet autour d'un diſque qui couvre le fond du calice. 
Les étamines ſont au nombre de cinq, placées ſur le diſque. Leur filet eſt très court. L'anthère eſt jaune, à quatre côtes. Elles entourent l'ovaire, & le couvrent en partie. 
Le piſtil eſt un ovaire arrondi, ſurmonté de cinq stigmates aigus: 
L'ovaire devient une baie noire, ſphérique, à cinq ſtries; elle eſt a une ſeule loge remplie de deux, trois, quatre & cinq semences liſſes, rondes, convexes d'un côte, & applaties de l'autre. 
On a repréſenté le fruit & une feuille de grandeur naturelle : les parties de la fleur ſont vues groſſies à la loupe. 
Cet arbre eſt nommé GOUPI par les Galibis. 
II croît dans les grandes forêts entre la crique des Galibis & la rivière de Sinémari, a pues de trente lieues du bord de la mer. Il eſt en fleur & en fruit dans le mois de Novembre. On fait de, pirogues avec le tronc de cet arbre. 
On trouvé une autre eſpèce de ce genre qui diſſère de la première. Le tronc de la ſeconde eſpèce ne s'élève qu'à une hauteur moyenne de vingt a vingt-cinq pieds. Son tronc a environ huit pieds de long, ſur ſix pouces de diamètre. Son écorce eſt ridée, noirâtre, tachée de blanc. Son bois eſt peu compacte & blanc. Ses feuilles ſont chargées en deſſus & en deſſous de quelques poils courts. 
On emploie le ſuc de ſes feuilles pour diſſiper l'inflammation des yeux. L'écorce & les feuilles ſont amères. 
II croît dans les forêts de l'île de Caïenne & de la Guiane. »

— Fusée-Aublet, 1775.